# Roland Spörl
Roland Spörl (* 10. Oktober 1936 in Molbitz; † 1972 in Berlin) war ein deutscher Gebrauchsgrafiker und Illustrator.

## Leben und Werk
Spörl absolvierte eine Lehre als Plakatmaler und studierte von 1955 bis 1959 bei Walter Womacka, Kurt Robbel und Arno Mohr an der Hochschule für bildende und angewandte Kunst Berlin-Weißensee. Danach war er in Berlin freischaffend als Gebrauchsgrafiker tätig, daneben auch als freier Maler und Grafiker.
Er entwarf u. a. Plakate, wissenschaftliche Illustrationen, Buchillustrationen und Buchumschläge, Fernseh- und Ausstellungsgrafik. Für die Neue Berliner Illustrierte zeichnete er 1966 die Landkarten für eine Fortsetzungsserie „Atlas Sowjetunion“. Für einen Kindergarten in der Karl-Marx-Allee schuf er den Entwurf für die Supraporte in Glasmosaik.
Spörl war Mitglied des Verbands Bildender Künstler der DDR.

## Werkbeispiele

### Malerei
- Mein Vater an seinem Arbeitsplatz (1961, Öl, 80 × 100 cm)[2]

### Buchillustrationen
- Reimar Gilsenbach: Rund um die Erde. Der Kinderbuchverlag Berlin, 1971 (mit weiteren Illustratoren)
- Gottfried Kolditz: Havarie. Verlag Neues Leben Berlin 1972 (Reihe Das Neue Abenteuer Nr. 309)
- Gerhard Harkenthal: River Passage. Verlag Das Neue Berlin, 1972

## Teilnahme an Ausstellungen (mutmaßlich unvollständig)
- 1961: Berlin, Akademie der Künste (Jahresausstellung 1961. „Junge Künstler. Malerei“)
- 1972/1973: Dresden, VII. Kunstausstellung der DDR
- 1974/1975: Berlin, Galerie am Prater („Berliner Grafik I“)
- 1984: Berlin, Galerie am Prater („Frühe Werke III“)
- 2003: Berlin: Prater Galerie („Kunst am Prater 1973 – 2003“)